# Genny Pagliaro
Genny Caterina Pagliaro (Rovereto, 15 ottobre 1988) è una sollevatrice italiana.

## Biografia
Nissena da parte dei genitori, ha vissuto sin da piccola a Caltanissetta, città di cui è ormai divenuta il simbolo sportivo.

## Carriera olimpica
Il 9 agosto 2008 ha partecipato ai Giochi olimpici di Pechino 2008 nella categoria 48 kg nella disciplina del sollevamento pesi. Sfortunatamente è uscita fuori gara sbagliando le tre prove di strappo.
Attualmente è tesserata per il gruppo sportivo dell'Esercito e non è riuscita a ottenere la qualificazione ai Giochi olimpici di Londra 2012.
Il 9 aprile 2013, a Tirana, si è laureata Campionessa europea della categoria femminile fino a 48 kg.